# Ismaila Coulibaly
Ismaila Cheick Coulibaly (25 december 2000) is een Malinees voetballer die onder contract ligt bij Sheffield United.

## Clubcarrière

### Sarpsborg 08 FF
Coulibaly ruilde in januari 2019 de Oslo Football Academy Dakar in voor de Noorse eersteklasser Sarpsborg 08 FF, een overstap waarmee hij in de voetsporen trad van Krépin Diatta.

### Sheffield United
Na anderhalf seizoen in de Eliteserien kwam hij op de radar te staan van onder andere Galatasaray SK en Club Brugge, dat eerder al Diatta weghaalde bij Sarpsborg. Het was echter Sheffield United dat de strijd om de Malinees won en, naargelang de bron, tussen de anderhalf en twee miljoen euro voor hem betaalde. Omdat Coulibaly in september 2020 nog niet in aanmerking kwam voor een werkvergunning in Engeland, leende Sheffield hem meteen voor drie seizoenen uit aan de Belgische zusterclub Beerschot VA.

### Beerschot VA
Bij Beerschot was Coulibaly in zijn eerste twee wedstrijden meteen goed voor een doelpunt: in zijn debuutwedstrijd tegen AA Gent scoorde hij in de blessuretijd de eerredder in de 5-1-nederlaag, de speeldag daarop scoorde hij het zesde Beerschotse doelpunt in de 6-3-overwinning tegen Sint-Truidense VV. Eind november 2020 scoorde hij opnieuw twee weken op rij: in de 2-1-zege tegen RSC Anderlecht opende hij kort voor het halfuur de score, en in de 2-3-zege bij KV Mechelen scoorde hij in de 80e minuut het winnende doelpunt. Als gevolg van die laatste zege stond Beerschot, als promovendus nota bene, gedeeld eerste in het klassement.
De doelpuntenteller van Coulibaly, die bij Beerschot doorgaans als verdedigende-/centrale middenvelder speelde, stond met Nieuwjaar al op vier eenheden. Zijn vijfde en laatste doelpunt van het seizoen scoorde hij op 10 januari 2021 in het 1-1-gelijkspel tegen KAA Gent. Door dit gelijkspel vermeed Beerschot een vijfde competitienederlaag op rij. Coulibaly gold op dat moment als een van de sterkhouders van de Jupiler Pro League. In januari 2021 kreeg Sheffield United dan ook een bod van AC Milan voor Coulibaly.
De tweede helft van het seizoen 2020/21 van Coulibaly verliep, net als voor Beerschot in zijn geheel, heel wat minder. Enerzijds was er blessureleed, anderzijds een vormdip. Coulibaly klokte in zijn debuutseizoen voor Beerschot af op 23 officiële wedstrijden, waarin hij vijfmaal scoorde. Na afloop van dat seizoen werd hij gelinkt aan een vervroegde terugkeer naar Sheffield of een transfer naar Galatasaray SK, maar Coulibaly bleef uiteindelijk bij Beerschot.
Tijdens de seizoensvoorbereiding blesseerde Coulibaly zich na een tackle tijdens een oefenwedstrijd tegen Fortuna Sittard, waardoor hij de eerste competitiewedstrijd tegen Cercle Brugge moest missen. Coulibaly startte zijn seizoen zo opnieuw tegen KAA Gent, ditmaal was hij goed voor een assist in het 2-2-gelijkspel tegen de Gentenaars. Het bleek evenwel niet de voorbode van een gunstig seizoen, want in zijn tweede seizoen op het Kiel had de Malinees het moeilijker. Half november liep hij ook nog eens een blessure op die hem uiteindelijk drie maanden aan de kant zou houden.
Toen Coulibaly terugkeerde in de ploeg, was de degradatie van Beerschot al quasi onwendbaar geworden. Enkele uren na de 0-2-nederlaag tegen KAA Gent, de vierde competitiewedstrijd op rij waarin Coulibaly mocht invallen, was Beerschot zeker van de degradatie. Dit deed de geruchten over een versnelde terugkeer naar Sheffield toenemen. Tijdens de interlandbreak kort daarop ging Coulibaly effectief al meetrainen met Sheffield United,al maakte hij nadien wel gewoon het seizoen af bij Beerschot. Op de slotspeeldag van de reguliere competitie kreeg hij tegen Union Sint-Gillis een eerste basisplaats sinds eind oktober.
In juni 2022 nam Coulibaly officieel afscheid van Beerschot, mede omdat hij door de Brexit te veel punten zou verliezen om nog in aanmerking te komen voor een arbeidsvergunning in Engeland.

### Sheffield United
Op 7 januari 2023 maakte Coulibaly zijn officiële debuut voor Sheffield United: in de FA Cup-wedstrijd tegen Millwall FC (0-2-winst) liet trainer Paul Heckingbottom hem in de slotfase invallen. In de volgende ronde speelde hij tweemaal mee tegen vijfdeklasser Wrexham AFC: in de eerste wedstrijd (3-3-gelijkspel) viel hij in de 87e minuut in voor Anel Ahmedhodžić, in de replay negen dagen later (3-1-winst) kreeg hij een basisplaats. Op 11 februari 2023, vier dagen na de bekerzege tegen Wrexham, maakte hij zijn debuut in de Championship: in de 3-0-zege tegen Swansea City liet Heckingbottom hem in de blessuretijd invallen voor Sander Berge.

## Clubstatistieken
| Seizoen         | Club             | Land               | Competitie         | Competitie | Competitie | Beker | Beker | Supercup | Supercup | Europees | Europees | Totaal | Totaal |
| Seizoen         | Club             | Land               | Competitie         | Wed.       | Dlp.       | Wed.  | Dlp.  | Wed.     | Dlp.     | Wed.     | Dlp.     | Wed.   | Dlp.   |
| --------------- | ---------------- | ------------------ | ------------------ | ---------- | ---------- | ----- | ----- | -------- | -------- | -------- | -------- | ------ | ------ |
| 2019            | Sarpsborg 08 FF  | Vlag van Noorwegen | Eliteserien        | 13         | 0          | 1     | 0     | —        | —        | —        | —        | 14     | 0      |
| 2020            | Sarpsborg 08 FF  | Vlag van Noorwegen | Eliteserien        | 14         | 4          | 0     | 0     | —        | —        | —        | —        | 14     | 4      |
| 2020/21         | Sheffield United | Vlag van Engeland  | Premier League     | 0          | 0          | 0     | 0     | —        | —        | —        | —        | 0      | 0      |
| 2020/21         | → Beerschot VA   | Vlag van België    | Jupiler Pro League | 22         | 5          | 1     | 0     | —        | —        | —        | —        | 23     | 5      |
| 2021/22         | → Beerschot VA   | Vlag van België    | Jupiler Pro League | 20         | 0          | 1     | 0     | —        | —        | —        | —        | 21     | 0      |
| 2022/23         | Sheffield United | Vlag van Engeland  | Championship       | 1          | 0          | 4     | 0     | —        | —        | —        | —        | 5      | 0      |
| Carrière totaal | Carrière totaal  | Carrière totaal    | Carrière totaal    | 70         | 9          | 7     | 0     | 0        | 0        | 0        | 0        | 77     | 9      |

Bijgewerkt op 24 maart 2023.

## Interlandcarrière
Coulibaly nam in 2017 deel aan de Afrika Cup onder 20. Met Mali viel hij in tijdens de groepswedstrijden tegen Egypte (0-0-gelijkspel) en Guinee (3-2-verlies).
1 Davies ·
2 Baldock ·
3 Lowe ·
4 Fleck ·
5 Trusty ·
6 Basham ·
7 Brewster ·
8 Hamer ·
9 McBurnie ·
10 Archer ·
11 Traoré ·
12 Egan  ·
14 Thomas ·
15 Ahmedhodžić ·
16 Norwood ·
17 Coulibaly ·
18 Foderingham ·
19 Robinson ·
20 Bogle ·
21 Souza ·
22 Davies ·
23 Osborn ·
25 Ben Slimane ·
27 Larouci ·
28 McAtee ·
31 Dewhurst ·
32 Osula ·
33 Norrington-Davies ·
35 Brooks ·
36 Jebbison ·
37 Amissah ·
38 Seriki ·
39 Sachdev ·
40 Buyabu ·
Coach: Heckingbottom